# Брокгауз, Генрих (искусствовед)
Ге́нрих Брокга́уз (нем. Heinrich Brockhaus; 3 марта 1858, Лейпциг — 24 октября 1941, Лейпциг) — немецкий искусствовед и историк искусства.

## Биография
Сын издателя и политика Эдуарда Брокгауза, внука известного издателя Фридриха Арнольда Брокгауза.
В 1877 году окончил школу Святого Фомы в Лейпциге. Затем изучал общую историю, историю искусства и экономику в университете Лейпцига. В 1882 году получил докторскую степень по истории. В 1885 году габилитирован и начал преподавать там же, с 1892 года экстраординарный профессор. В 1887 и 1888 годах путешествовал с научными целями в Италию, Грецию, Сирию, Палестину, Египет, Константинополь и на Афон. Брокгауз, вероятно, первым стал читать лекции по византийскому искусству в немецких университетах.
В 1897 году был одним из создателей и первым директором Института истории искусства во Флоренции, который возглавлял до 1912 года. Уйдя на пенсию с университетской службы, вернулся в 1913 году на родину, где сначала занимался частной учёной деятельностью в Дрездене. В 1917 году вернулся в Лейпциг.

## Научная деятельность
Сфера интересов Г. Брокгауза — история искусства. Особенно искусство флорентийского ренессанса, а также искусство Византии. Большое значение имеют его исследования в Афонских монастырях церковной архитектуры, настенной живописи, рукописей, византийской богослужебной литературы.

## Избранные труды
- «Die Kunst in Athosklöstern» (Лейпциг, 1891)
- «Unsre heutige Baukunst» (ib., 1895)
- «Böcklin» (ib., 1901)
- «Forschungen über Florentiner Kunstwerke» (ib., 1902)[4]
- «Deutsche städtische Kunst und ihr Sinn» (1916).

## Награды
- Прусский Орден Красного орла 4-го класса.